# 斯塔福德森特 (印地安納州)
斯塔福德森特（英語：Stafford Center）是位於美國印地安納州迪卡爾布縣的一個非建制地區。該地的面積和人口皆未知。

## 地理
斯塔福德森特的座標為41°24′31″N 84°49′55″W / 41.40861°N 84.83194°W，而該地的平均海拔高度為257米（即843英尺）。